# Сиводедов, Кристиан Рубио
Кристиан Рубио Сиводедов (швед. Christian Rubio Sivodedov; род. 7 ноября 1997, Сундсвалль) — шведский футболист русско-кубинского происхождения, полузащитник.

## Клубная карьера
С 2004 по 2013 год Кристиан занимался футболом в академии команды «Юргорден». В 2014 году он был переведён в первую команду и дебютировал за неё 14 июля во встрече с «Норрчёпингом». Всего он провёл в своём дебютном сезоне шесть встреч.
В январе 2015 года Кристиан перешёл в немецкий «Шальке 04».
В январе 2017 года Сиводедов стал игроком норвежского «Стрёмсгодсета», подписав двухлетний контракт. 15 марта 2018 года было объявлено, что он уйдёт в аренду в шведский «Сундсвалль».
В апреле 2019 года подписал контракт с клубом «Акрополис».

## Карьера в сборной
Кристиан выступал за юношеские сборные Швеции на уровнях U17 и U19.